# طواف النرويج 2018
طواف النرويج 2018 (بالإنجليزية: 2018 Tour of Norway)‏ هو سباق دراجات هوائية، وهو الموسم رقم 8 من السباق، وأقيم خلال الفترة 16 مايو 2018، وحتى 20 مايو 2018، وامتدّ لمسافة 880.6 كيلومتر، وهو أحد سباقات طواف أوروبا للدراجات 2018، وهو من نوع سباق المرحلة، وهو من نوع سباق الدراجات، وقد شارك في السباق 120 متسابقاً ووصل إلى نهايته 73 متسابقاً.
فاز فيه بالمركز الأول إدوارد براديس، وبالمركز الثاني ألكسندر كامب، وبالمركز الثالث إيدفالد بواسون هاغن، والفريق الفائز في ترتيب الفرق كاجا رورال-سيغوروس 2018.

## الفرق
| فرق عالمية (3)- Dimension Data - Lotto NL-Jumbo - Sky فرق قارية محترفة (12)- Bardiani CSF - كاجا رورال-سيغوروس 2018 ‏ - CCC Development Team ‏ - ديلكو ‏ - يوسكادي مورياس 2018 ‏ - غازبروم روسفيلو ‏ - Israel Cycling Academy - رومبوت تشارلز ‏ - سبورت فلاندرين بالويس 2018 ‏ - Wanty-Groupe Gobert - أكوا بلو سبورت 2018 ‏ - بنجوال باوليز ساوكس دبليو بي ‏ فرق قارية (5)- أونو-إكس موبيليتي ‏ - Joker Fuel of Norway ‏ - كووب 2018 ‏ - Team Waoo ‏ - سوبرانو هام ايزوريكس 2018 ‏ |  |
| |  |

## المراحل
| قائمة المراحل | قائمة المراحل | قائمة المراحل            | قائمة المراحل | قائمة المراحل | قائمة المراحل       | قائمة المراحل    |
| المرحلة       | التاريخ       | الدورة                   |               | المسافة (كم)  | الفائز بالمرحلة     | القائد العام     |
| ------------- | ------------- | ------------------------ | ------------- | ------------- | ------------------- | ---------------- |
| 1             | 16 مايو       | Svelvik ‏ – هورتن         |               | 186           | ديلان جروينويغن     | ديلان جروينويغن  |
| 4             | 19 مايو       | كونغسفينغر – Brumunddal ‏ |               | 218           | ديلان جروينويغن     | ديلان جروينويغن  |
| 3             | 18 مايو       | موس – ساربسبورغ          |               | 176           | ديلان جروينويغن     | ديلان جروينويغن  |
| 2             | 17 مايو       | هونفوس – أسكر            |               | 146٫6         | إيدفالد بواسون هاغن | سوندر هولست إنجر |
| 5             | 20 مايو       | Moelv ‏ – ليلهامر         |               | 154           | ألكسندر كامب        | إدوارد براديس    |

## النتيجة

### مرحلة 1
أجريت في 16 مايو 2018 فاز بالمرحلة ديلان جروينويغن، ومتصدر الترتيب العام في نهاية المرحلة ديلان جروينويغن، ومتصدر ترتيب الفرق سبورت فلاندرين بالويس 2018 ‏.
| التصنيف العام | التصنيف العام          | التصنيف العام | التصنيف العام               | التصنيف العام     |        |
| الدراج        | الدراج                 | البلد         | الفريق                      | الوقت             | السرعة |
| ------------- | ---------------------- | ------------- | --------------------------- | ----------------- | ------ |
| 1.            | ديلان جروينويغن        | هولندا        | لوتو إن إل-جامبو            | 4 س 33 دقيقة 44 ث |        |
| 2.            | سوندر هولست إنجر       | النرويج       | Israel Cycling Academy      | + 4 ث             |        |
| 3.            | Erik Nordsæter Resell ‏ | النرويج       | Uno-X Norwegian Development | + 4 ث             |        |
| 4.            | جون ابرستوري           | إسبانيا       | Euskadi–Murias              | + 6 ث             |        |
| 5.            | أندريس فانغستاد        | النرويج       | Joker Icopal                | + 7 ث             |        |
| 6.            | Øivind Lukkedal ‏       | النرويج       | Coop                        | + 8 ث             |        |
| 7.            | أودون بريك فلوتن       | النرويج       | Virtu Cycling               | + 9 ث             |        |
| 8.            | بيتر فانسبيوك          | بلجيكا        | Wanty-Groupe Gobert         | + 10 ث            |        |
| 9.            | تروند هاكون تروندسن    | النرويج       | Coop                        | + 10 ث            |        |
| 10.           | Kevin Deltombe ‏        | بلجيكا        | Sport Vlaanderen-Baloise    | + 10 ث            |        |

### مرحلة 2
أجريت في 17 مايو 2018 فاز بالمرحلة إيدفالد بواسون هاغن، ومتصدر الترتيب العام في نهاية المرحلة سوندر هولست إنجر، ومتصدر ترتيب الفرق WB-Aqua Protect-Veranclassic 2018 ‏.
| التصنيف العام | التصنيف العام          | التصنيف العام | التصنيف العام               | التصنيف العام     |        |
| الدراج        | الدراج                 | البلد         | الفريق                      | الوقت             | السرعة |
| ------------- | ---------------------- | ------------- | --------------------------- | ----------------- | ------ |
| 1.            | سوندر هولست إنجر       | النرويج       | Israel Cycling Academy      | 7 س 59 دقيقة 14 ث |        |
| 2.            | إيدفالد بواسون هاغن    | النرويج       | دايمنشن داتا                | + 2 ث             |        |
| 3.            | ديلان جروينويغن        | هولندا        | لوتو إن إل-جامبو            | + 5 ث             |        |
| 4.            | اليكس ارانبورو         | إسبانيا       | Caja Rural-Seguros RGA      | + 8 ث             |        |
| 5.            | Erik Nordsæter Resell ‏ | النرويج       | Uno-X Norwegian Development | + 9 ث             |        |
| 6.            | بيورن تور هوم          | النرويج       | Joker Icopal                | + 11 ث            |        |
| 7.            | بيتر فانسبيوك          | بلجيكا        | Wanty-Groupe Gobert         | + 12 ث            |        |
| 8.            | إدوارد براديس          | إسبانيا       | Euskadi–Murias              | + 12 ث            |        |
| 9.            | ألكسندر كامب           | الدنمارك      | Virtu Cycling               | + 12 ث            |        |
| 10.           | أندريس فانغستاد        | النرويج       | Joker Icopal                | + 12 ث            |        |

### مرحلة 3
أجريت في 18 مايو 2018 فاز بالمرحلة ديلان جروينويغن، ومتصدر الترتيب العام في نهاية المرحلة ديلان جروينويغن، ومتصدر ترتيب الفرق يوسكادي مورياس 2018 ‏.
| التصنيف العام | التصنيف العام          | التصنيف العام | التصنيف العام               | التصنيف العام      |        |
| الدراج        | الدراج                 | البلد         | الفريق                      | الوقت              | السرعة |
| ------------- | ---------------------- | ------------- | --------------------------- | ------------------ | ------ |
| 1.            | ديلان جروينويغن        | هولندا        | لوتو إن إل-جامبو            | 12 س 08 دقيقة 25 ث |        |
| 2.            | سوندر هولست إنجر       | النرويج       | Israel Cycling Academy      | + 1 ث              |        |
| 3.            | إيدفالد بواسون هاغن    | النرويج       | دايمنشن داتا                | + 1 ث              |        |
| 4.            | بيتر فانسبيوك          | بلجيكا        | Wanty-Groupe Gobert         | + 17 ث             |        |
| 5.            | اليكس ارانبورو         | إسبانيا       | Caja Rural-Seguros RGA      | + 17 ث             |        |
| 6.            | جيروين مايرز           | هولندا        | Roompot-Nederlandse Loterij | + 18 ث             |        |
| 7.            | Erik Nordsæter Resell ‏ | النرويج       | Uno-X Norwegian Development | + 18 ث             |        |
| 8.            | تروند هاكون تروندسن    | النرويج       | Coop                        | + 20 ث             |        |
| 9.            | ميشيل كريدر            | هولندا        | Aqua Blue Sport             | + 20 ث             |        |
| 10.           | كريستر هاغن            | النرويج       | Coop                        | + 20 ث             |        |

### مرحلة 4
أجريت في 19 مايو 2018 فاز بالمرحلة ديلان جروينويغن، ومتصدر الترتيب العام في نهاية المرحلة ديلان جروينويغن، ومتصدر ترتيب الفرق كووب 2018 ‏.
| التصنيف العام | التصنيف العام          | التصنيف العام | التصنيف العام               | التصنيف العام      |        |
| الدراج        | الدراج                 | البلد         | الفريق                      | الوقت              | السرعة |
| ------------- | ---------------------- | ------------- | --------------------------- | ------------------ | ------ |
| 1.            | ديلان جروينويغن        | هولندا        | لوتو إن إل-جامبو            | 17 س 12 دقيقة 37 ث |        |
| 2.            | سوندر هولست إنجر       | النرويج       | Israel Cycling Academy      | + 11 ث             |        |
| 3.            | إيدفالد بواسون هاغن    | النرويج       | دايمنشن داتا                | + 11 ث             |        |
| 4.            | اليكس ارانبورو         | إسبانيا       | Caja Rural-Seguros RGA      | + 27 ث             |        |
| 5.            | بيتر فانسبيوك          | بلجيكا        | Wanty-Groupe Gobert         | + 27 ث             |        |
| 6.            | جيروين مايرز           | هولندا        | Roompot-Nederlandse Loterij | + 28 ث             |        |
| 7.            | Erik Nordsæter Resell ‏ | النرويج       | Uno-X Norwegian Development | + 28 ث             |        |
| 8.            | تروند هاكون تروندسن    | النرويج       | Coop                        | + 30 ث             |        |
| 9.            | ميشيل كريدر            | هولندا        | Aqua Blue Sport             | + 30 ث             |        |
| 10.           | إدوارد براديس          | إسبانيا       | Euskadi–Murias              | + 31 ث             |        |

### مرحلة 5
أجريت في 20 مايو 2018 فاز بالمرحلة ألكسندر كامب، وفاز بالمركز الثاني ألكسندر كامب، وفاز بالمركز الثالث إيدفالد بواسون هاغن، ومتصدر الترتيب العام في نهاية المرحلة إدوارد براديس.
| التصنيف العام | التصنيف العام       | التصنيف العام | التصنيف العام                | التصنيف العام      |        |
| الدراج        | الدراج              | البلد         | الفريق                       | الوقت              | السرعة |
| ------------- | ------------------- | ------------- | ---------------------------- | ------------------ | ------ |
| 1.            | إدوارد براديس       | إسبانيا       | Euskadi–Murias               | 20 س 47 دقيقة 57 ث |        |
| 2.            | ألكسندر كامب        | الدنمارك      | Virtu Cycling                | + 3 ث              |        |
| 3.            | إيدفالد بواسون هاغن | النرويج       | دايمنشن داتا                 | + 12 ث             |        |
| 4.            | كارل فريدريك هاغن   | النرويج       | Joker Icopal                 | + 21 ث             |        |
| 5.            | اليكس ارانبورو      | إسبانيا       | Caja Rural-Seguros RGA       | + 28 ث             |        |
| 6.            | جيروين مايرز        | هولندا        | Roompot-Nederlandse Loterij  | + 29 ث             |        |
| 7.            | جوستين جوليس        | فرنسا         | WB-Aqua Protect-Veranclassic | + 32 ث             |        |
| 8.            | جوناس كوش           | ألمانيا       | CCC Sprandi Polkowice        | + 35 ث             |        |
| 9.            | Aritz Bagües ‏       | إسبانيا       | Euskadi–Murias               | + 35 ث             |        |
| 10.           | Ivan Rovny ‏         | روسيا         | Gazprom-RusVelo              | + 35 ث             |        |

## التصنيف العام النهائي
| التصنيف العام | التصنيف العام       | التصنيف العام | التصنيف العام                | التصنيف العام      |        |
| الدراج        | الدراج              | البلد         | الفريق                       | الوقت              | السرعة |
| ------------- | ------------------- | ------------- | ---------------------------- | ------------------ | ------ |
| 1.            | إدوارد براديس       | إسبانيا       | Euskadi–Murias               | 20 س 47 دقيقة 57 ث |        |
| 2.            | ألكسندر كامب        | الدنمارك      | Virtu Cycling                | + 3 ث              |        |
| 3.            | إيدفالد بواسون هاغن | النرويج       | دايمنشن داتا                 | + 12 ث             |        |
| 4.            | كارل فريدريك هاغن   | النرويج       | Joker Icopal                 | + 21 ث             |        |
| 5.            | اليكس ارانبورو      | إسبانيا       | Caja Rural-Seguros RGA       | + 28 ث             |        |
| 6.            | جيروين مايرز        | هولندا        | Roompot-Nederlandse Loterij  | + 29 ث             |        |
| 7.            | جوستين جوليس        | فرنسا         | WB-Aqua Protect-Veranclassic | + 32 ث             |        |
| 8.            | جوناس كوش           | ألمانيا       | CCC Sprandi Polkowice        | + 35 ث             |        |
| 9.            | Aritz Bagües ‏       | إسبانيا       | Euskadi–Murias               | + 35 ث             |        |
| 10.           | Ivan Rovny ‏         | روسيا         | Gazprom-RusVelo              | + 35 ث             |        |

### تصنيف النقاط
| تصنيف النقاط | تصنيف النقاط        | تصنيف النقاط | تصنيف النقاط                 | تصنيف النقاط |        |
| الدراج       | الدراج              | البلد        | الفريق                       | النقاط       | السرعة |
| ------------ | ------------------- | ------------ | ---------------------------- | ------------ | ------ |
| 1.           | سوندر هولست إنجر    | النرويج      | Israel Cycling Academy       | 52 نقطة      |        |
| 2.           | جيروين مايرز        | هولندا       | Roompot-Nederlandse Loterij  | 38 نقطة      |        |
| 3.           | إيدفالد بواسون هاغن | النرويج      | دايمنشن داتا                 | 35 نقطة      |        |
| 4.           | جوستين جوليس        | فرنسا        | WB-Aqua Protect-Veranclassic | 35 نقطة      |        |
| 5.           | تروند هاكون تروندسن | النرويج      | Coop                         | 29 نقطة      |        |
| 6.           | ألكسندر كامب        | الدنمارك     | Virtu Cycling                | 25 نقطة      |        |
| 7.           | إدوارد براديس       | إسبانيا      | Euskadi–Murias               | 22 نقطة      |        |
| 8.           | اليكس ارانبورو      | إسبانيا      | Caja Rural-Seguros RGA       | 22 نقطة      |        |
| 9.           | Kevin Deltombe ‏     | بلجيكا       | Sport Vlaanderen-Baloise     | 16 نقطة      |        |
| 10.          | كارل فريدريك هاغن   | النرويج      | Joker Icopal                 | 13 نقطة      |        |

### تصنيف الجبال
| تصنيف الجبال | تصنيف الجبال       | تصنيف الجبال     | تصنيف الجبال             | تصنيف الجبال |        |
| الدراج       | الدراج             | البلد            | الفريق                   | الوقت        | السرعة |
| ------------ | ------------------ | ---------------- | ------------------------ | ------------ | ------ |
| 1.           | Øivind Lukkedal ‏   | النرويج          | Coop                     | 23 نقطة      |        |
| 2.           | ديفيد لوبيز        | إسبانيا          | سكاي                     | 12 نقطة      |        |
| 3.           | كارل فريدريك هاغن  | النرويج          | Joker Icopal             | 10 نقطة      |        |
| 4.           | أندريس فانغستاد    | النرويج          | Joker Icopal             | 10 نقطة      |        |
| 5.           | إدوارد براديس      | إسبانيا          | Euskadi–Murias           | 9 نقطة       |        |
| 6.           | كريستر هاغن        | النرويج          | Coop                     | 8 نقطة       |        |
| 7.           | ألكسندر كامب       | الدنمارك         | Virtu Cycling            | 8 نقطة       |        |
| 8.           | Lawrence Warbasse ‏ | الولايات المتحدة | Aqua Blue Sport          | 7 نقطة       |        |
| 9.           | دريس فان جيستل     | بلجيكا           | Sport Vlaanderen-Baloise | 6 نقطة       |        |
| 10.          | Torkil Veyhe ‏      | الدنمارك         | Virtu Cycling            | 6 نقطة       |        |

## تصنيف الفرق

### الفرق حسب الوقت
| تصنيف الفرق حسب الوقت | تصنيف الفرق حسب الوقت         | تصنيف الفرق حسب الوقت | تصنيف الفرق حسب الوقت |        |
| الفريق                | الفريق                        | البلد                 | الوقت                 | السرعة |
| --------------------- | ----------------------------- | --------------------- | --------------------- | ------ |
| 1.                    | Caja Rural-Seguros RGA        | إسبانيا               | 62 س 26 دقيقة 10 ث    |        |
| 2.                    | Euskadi Basque Country-Murias | إسبانيا               | + 1 دقيقة 35 ث        |        |
| 3.                    | Joker Icopal                  | النرويج               | + 1 دقيقة 53 ث        |        |
| 4.                    | Roompot-Nederlandse Loterij   | هولندا                | + 3 دقيقة 08 ث        |        |
| 5.                    | WB-Aqua Protect-Veranclassic  | بلجيكا                | + 3 دقيقة 31 ث        |        |
| 6.                    | Gazprom-RusVelo               | روسيا                 | + 4 دقيقة 34 ث        |        |
| 7.                    | Virtu Cycling                 | الدنمارك              | + 5 دقيقة 29 ث        |        |
| 8.                    | Coop                          | النرويج               | + 6 دقيقة 21 ث        |        |
| 9.                    | Sport Vlaanderen-Baloise      | بلجيكا                | + 9 دقيقة 38 ث        |        |
| 10.                   | لوتو إن إل-جامبو              | هولندا                | + 10 دقيقة 43 ث       |        |

## تصانيف فرعية

### تصنيف أفضل شاب
| تصنيف أفضل شاب | تصنيف أفضل شاب   | تصنيف أفضل شاب | تصنيف أفضل شاب              | تصنيف أفضل شاب     |        |
| الدراج         | الدراج           | البلد          | الفريق                      | الوقت              | السرعة |
| -------------- | ---------------- | -------------- | --------------------------- | ------------------ | ------ |
| 1.             | Jesper Schultz ‏  | الدنمارك       | Virtu Cycling               | 20 س 51 دقيقة 09 ث |        |
| 2.             | نيكلاس لارسن     | الدنمارك       | Virtu Cycling               | + 1 دقيقة 13 ث     |        |
| 3.             | Abram Stockman ‏  | بلجيكا         | Tarteletto-Isorex           | + 2 دقيقة 02 ث     |        |
| 4.             | Milan Menten ‏    | بلجيكا         | Sport Vlaanderen-Baloise    | + 2 دقيقة 58 ث     |        |
| 5.             | فينتشنزو ألبانيز | إيطاليا        | Bardiani CSF                | + 4 دقيقة 21 ث     |        |
| 6.             | Håkon Aalrust ‏   | النرويج        | Coop                        | + 7 دقيقة 45 ث     |        |
| 7.             | سيفر ورستد       | النرويج        | Uno-X Norwegian Development | + 23 دقيقة 25 ث    |        |

## وصلات خارجية
- الموقع الرسمي
- لمحة عن سباق طواف النرويج 2018 على موقع  ProCyclingStats   (برو  سايكلنج  ستاتس) - إحصاءات  محترفي  الدراجات.
- طواف النرويج 2018 على موقع إحصائيات الدراجات الإحترافية (الإنجليزية)